# Bodros békaszőlő
A bodros békaszőlő vagy úszó békaszőlő (Potamogeton natans) az egyszikűek (Liliopsida) osztályának hídőrvirágúak (Alismatales) rendjébe, ezen belül a békaszőlőfélék (Potamogetaceae) családjába tartozó faj.
Nemzetségének a típusfaja.

## Előfordulása
A bodros békaszőlő Európa, Ázsia és Észak-Amerika mérsékelt övi és szubtrópusi területein található meg. Európában mindenütt gyakori.

## Megjelenése

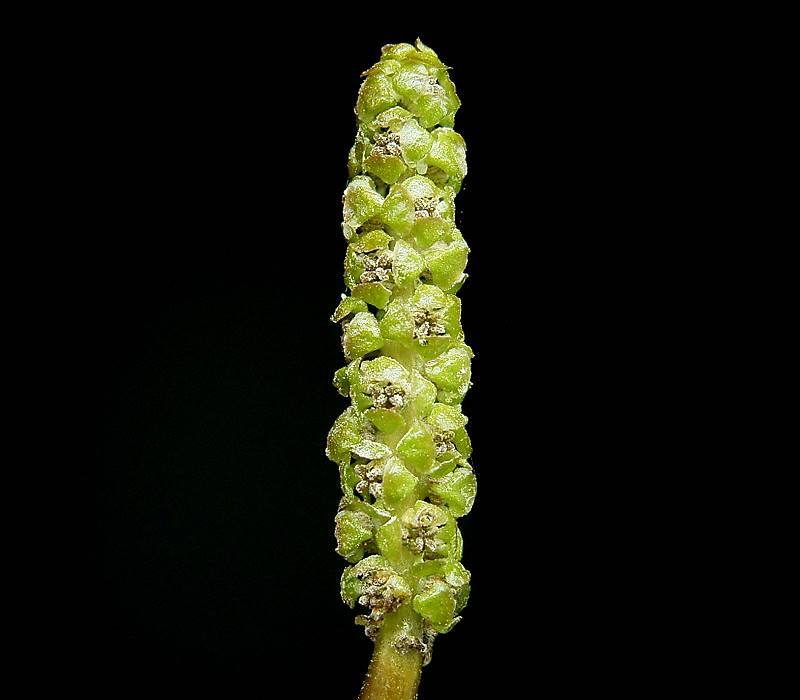
Füzére közelről

A bodros békaszőlő úszó levelű, évelő vízinövény, kúszó gyöktörzzsel. 1-5 méter hosszú szára csak kissé ágazik el. Tavasszal 50 centiméter hosszúságot is elérő, szittyóra emlékeztető, hengeres, rövid életű, víz alatti leveleket fejleszt, melyek még a virágzás kezdete előtt elpusztulnak. Az úszó levelek nyele akkora vagy hosszabb, mint a lemez, az utóbbi elliptikus, gyengén szíves vagy lekerekített vállú, bőrnemű, 4-12 centiméter hosszú. A virágok mintegy 10 centiméternyire a vízfelszín fölé emelkedő kocsányon, 4-5 centiméter hosszú füzérben nyílnak. A virágtakaró hiányzik, 4 portok eresztéke viszont lepellevélszerűen kiszélesedik.

## Életmódja
A bodros békaszőlő álló-, ritkábban folyóvizekben, mindenekelőtt tavakban, holtágakban, néha iszaptársulásokban él, a tündérrózsahínár tagja. A kiszáradást is elviseli. A virágzási ideje júniustól augusztus végéig tart.

## Képek

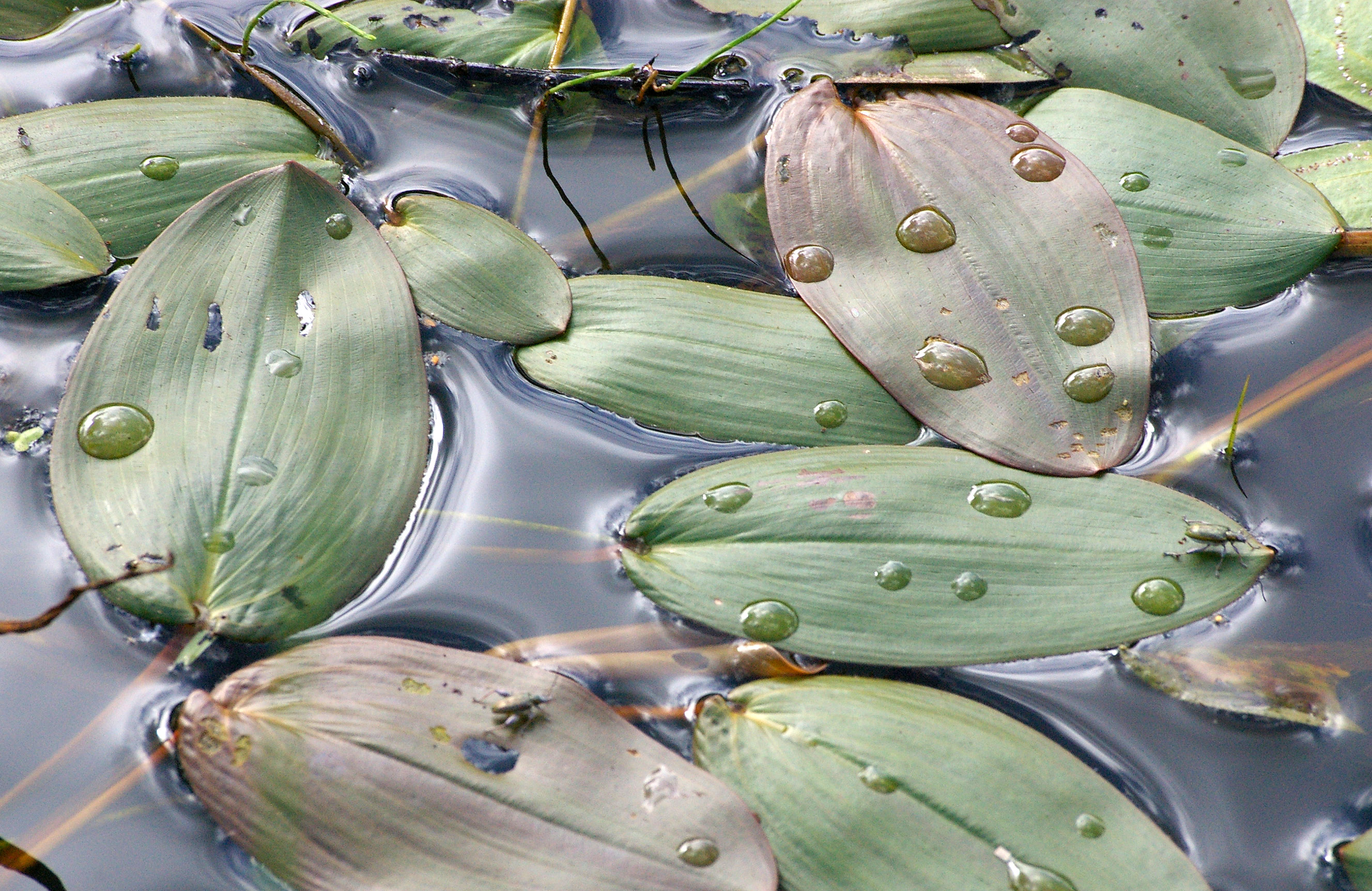
A növény
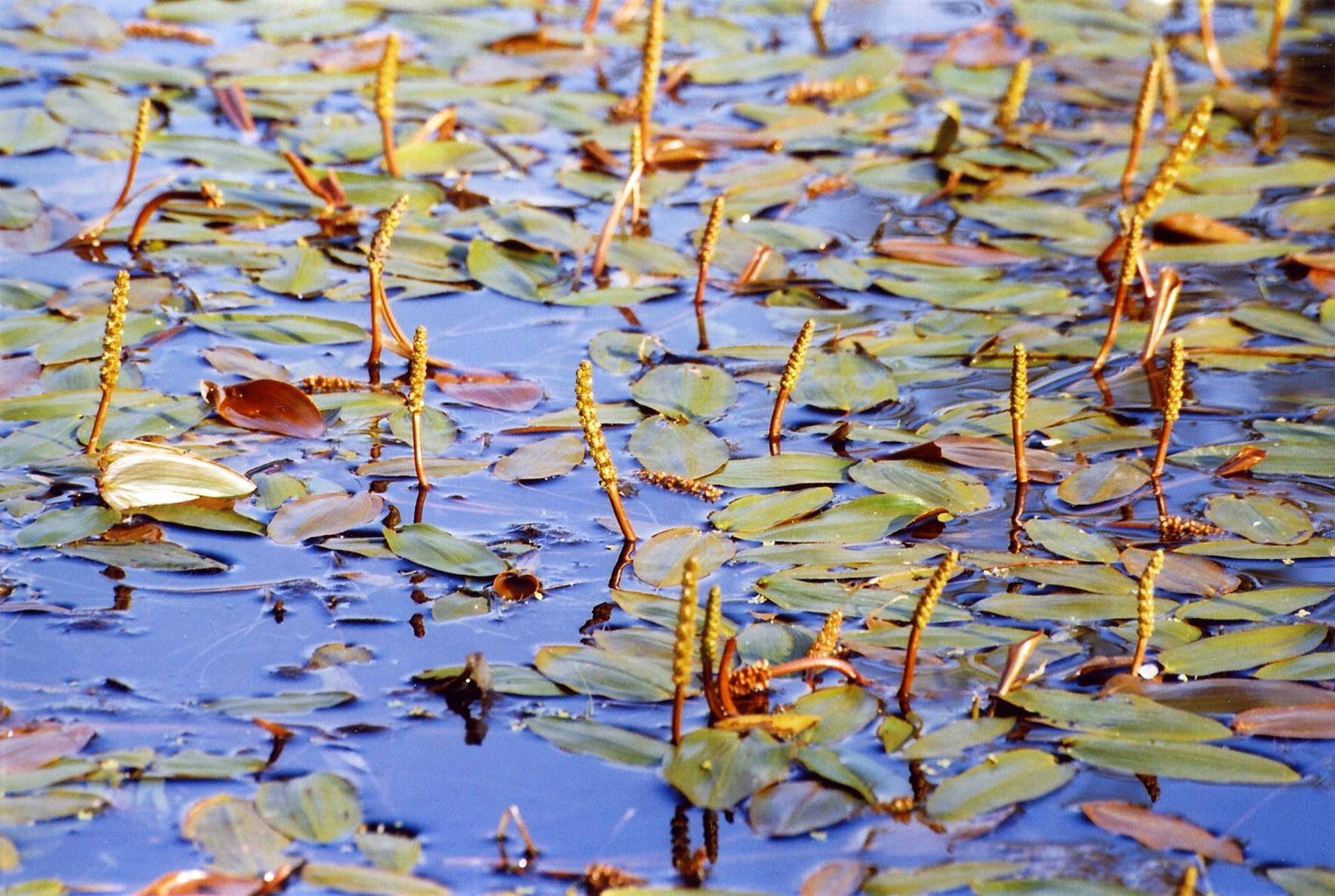
és
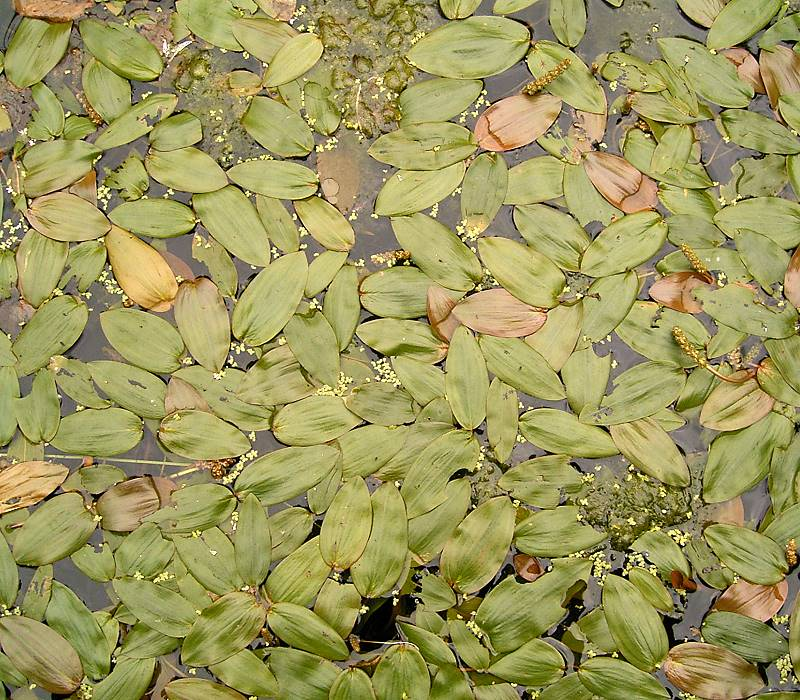
telepei
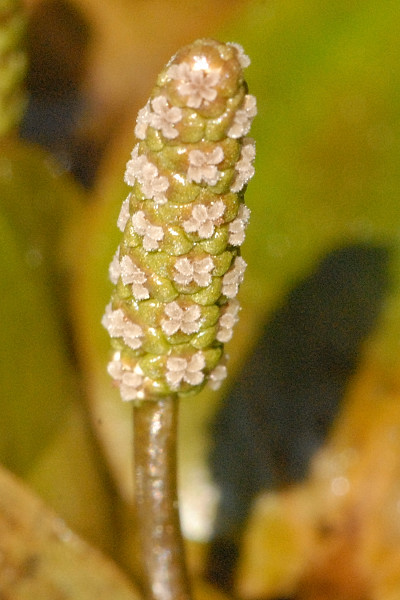
Virágzata
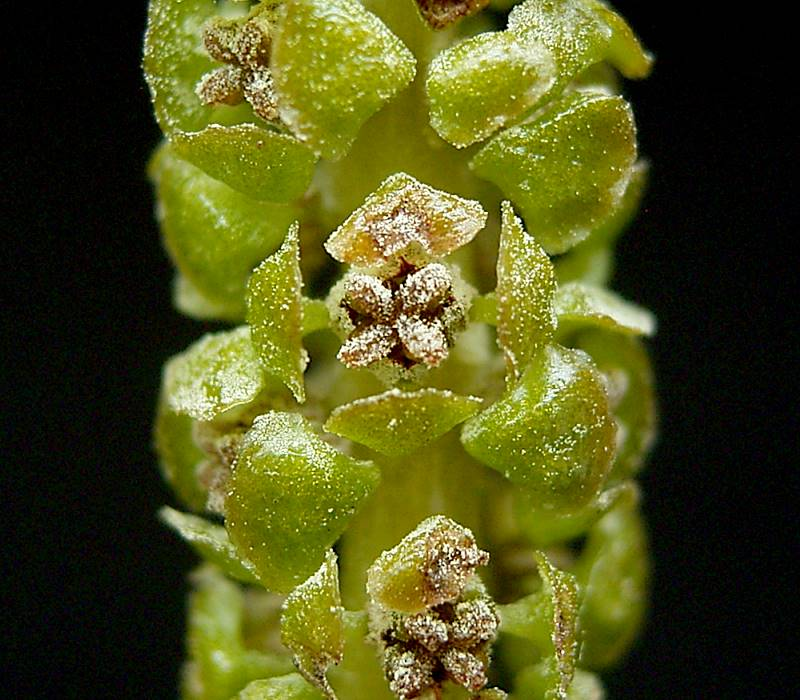
közelről
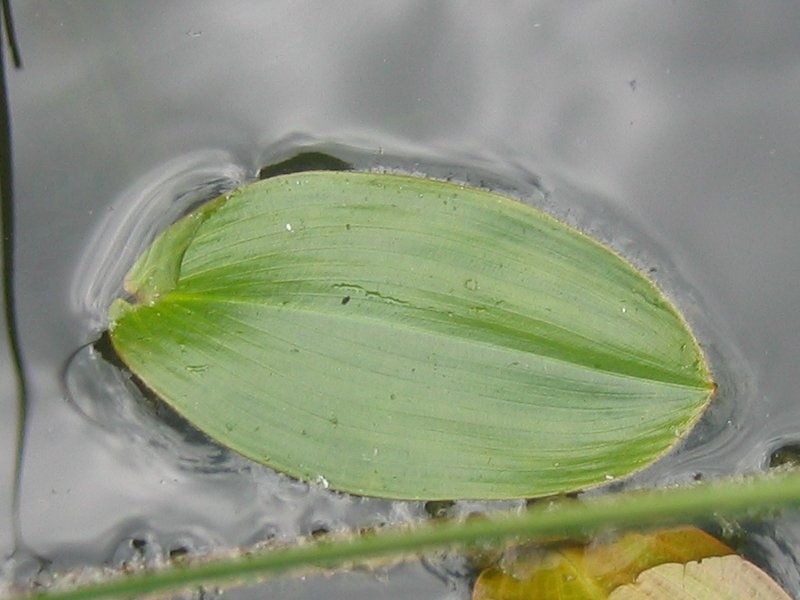
Levele felülről és
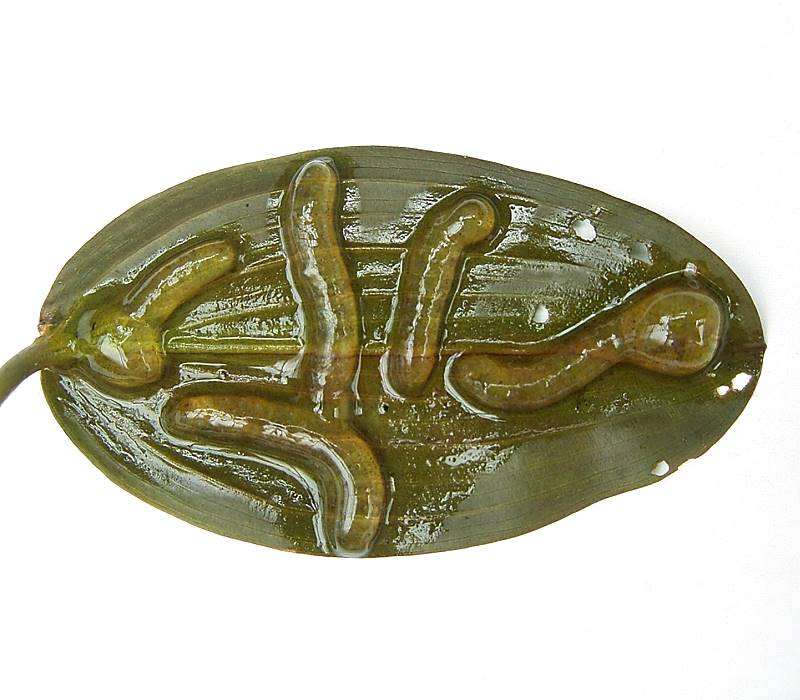
alulról; rajta nagy mocsáricsiga (Lymnaea stagnalis) ivadékokkal
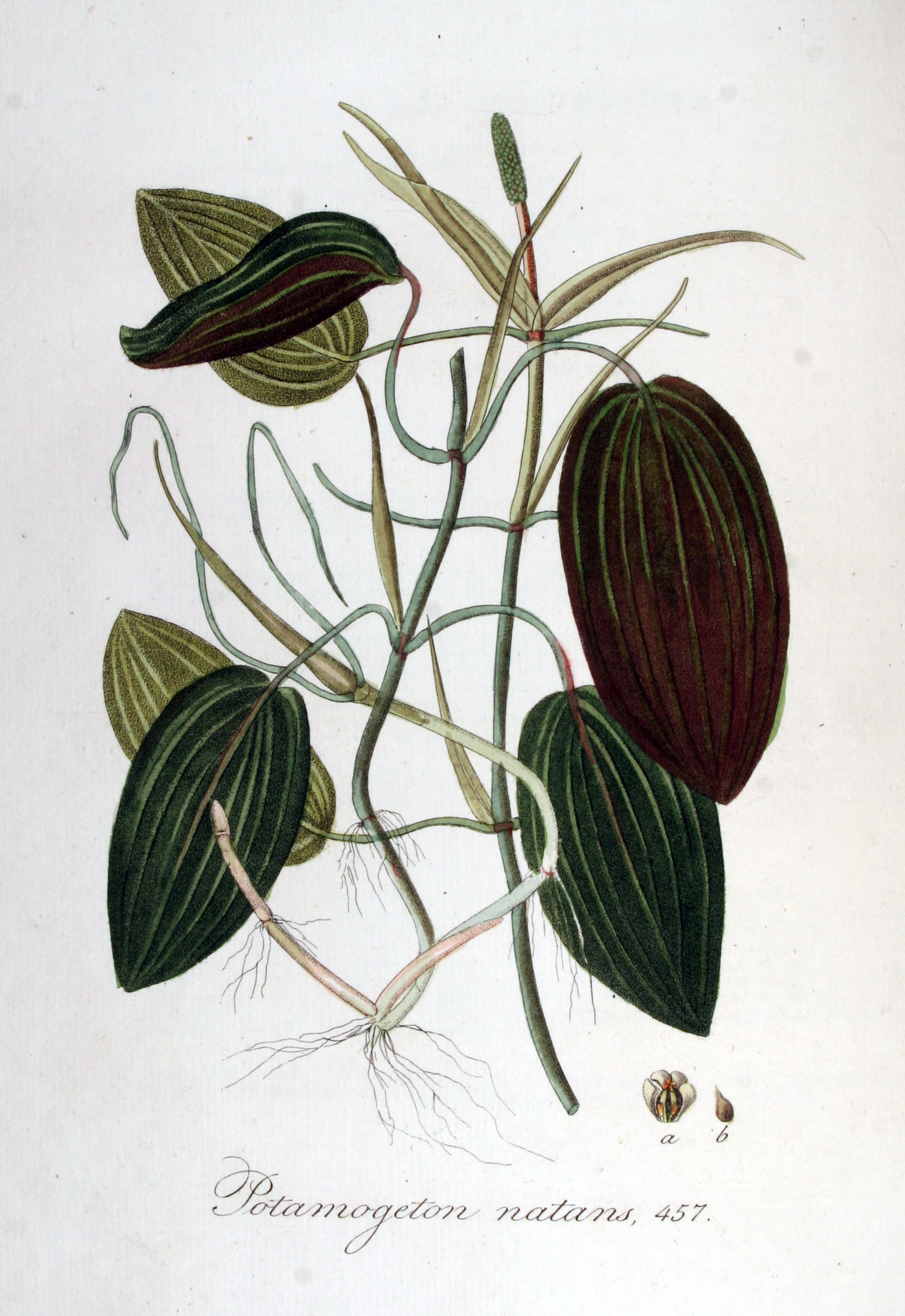
Rajz a növényről